# Кларк (округ, Канзас)
Кларк (англ. Clark County) — округ в США, штате Канзас. По состоянию на 2010 год, численность населения составляла 2 215 человек. Был основан 26 февраля 1867 года.

## География
По данным Бюро переписи США, общая площадь округа равняется 2 531 км², из которых 2 524 км² суша и 7 км² или 0,26 % это водоёмы.

### Соседние округа
- Форд (Канзас) — север
- Кайова (Канзас) — северо-восток
- Команче (Канзас) — восток
- Харпер (Оклахома) — юго-восток
- Бивер (Оклахома) — юго-запад
- Мид (Канзас) — запад

## Демография
По данным переписи населения 2000 года в округе проживает 2 390 жителей в составе 979 домашних хозяйств и 676 семей. Плотность населения составляет менее 1 человека на км². На территории округа насчитывается 1 111 жилых строений, при плотности застройки менее 1 строения на км². Расовый состав населения: белые — 95,77 %, афроамериканцы — 0,25 %, коренные американцы (индейцы) — 1,13 %, азиаты — 0,08 %, представители других рас — 1,88 %, представители двух или более рас — 0,88 %. Испаноязычные составляли 4,02 % населения независимо от расы.
В составе 30,20 % из общего числа домашних хозяйств проживают дети в возрасте до 18 лет, 60,30 % домашних хозяйств представляют собой супружеские пары проживающие вместе, 6,20 % домашних хозяйств представляют собой одиноких женщин без супруга, 30,90 % домашних хозяйств не имеют отношения к семьям, 29,60 % домашних хозяйств состоят из одного человека, 17,00 % домашних хозяйств состоят из престарелых (65 лет и старше), проживающих в одиночестве. Средний размер домашнего хозяйства составляет 2,39 человека, и средний размер семьи 2,95 человека.
Возрастной состав округа: 26,60 % моложе 18 лет, 4,90 % от 18 до 24, 23,10 % от 25 до 44, 23,60 % от 45 до 64 и 21,10 % от 65 и старше. Средний возраст жителя округа 42 лет. На каждые 100 женщин приходится 95,60 мужчин. На каждые 100 женщин старше 18 лет приходится 88,50 мужчин.
Средний доход на домохозяйство в округе составлял 33 857 USD, на семью — 40 521 USD. Среднестатистический заработок мужчины был 27 321 USD против 20 833 USD для женщины. Доход на душу населения был 17 795 USD. Около 11,30 % семей и 12,70 % общего населения находились ниже черты бедности, в том числе — 18,00 % молодёжи (тех кому ещё не исполнилось 18 лет) и 10,20 % тех кому было уже больше 65 лет.